# Chaetacis cornuta
Chaetacis cornuta là một loài nhện trong họ Araneidae.
Loài này thuộc chi Chaetacis. Chaetacis cornuta được Władysław Taczanowski miêu tả năm 1873.